# Los Pirules, Baja California
Los Pirules är en ort i Mexiko.   Den ligger i kommunen Ensenada och delstaten Baja California, i den nordvästra delen av landet, 2 200 km nordväst om huvudstaden Mexico City. Los Pirules ligger 704 meter över havet och antalet invånare är 166.
Terrängen runt Los Pirules är platt österut, men västerut är den kuperad. Runt Los Pirules är det glesbefolkat, med 8 invånare per kvadratkilometer. Närmaste större samhälle är Fraccionamiento del Valle, 0,50 km väster om Los Pirules. Omgivningarna runt Los Pirules är i huvudsak ett öppet busklandskap.